# Vild med Comedy
Vild med Comedy er et program på TV 2 Zulu, der går ud på at fire kendte danskere skal afprøve deres evner som stand-up komikere. Hver uge er der også to erfarne komikere der coacher deltagerne. Programmet blev sendt fra mandag til fredag seks uger i træk, med en ny kendt hver dag. Der er produceret to sæsoner af serien. Første sæson blev send i 2011, og anden sæson i 2012.

## Deltagere og Coaches

### Sæson 1
| Uge/Dag | Mandag                          | Tirsdag                         | Onsdag                           | Torsdag                        |
| ------- | ------------------------------- | ------------------------------- | -------------------------------- | ------------------------------ |
| Uge 29  | Pelle Hvenegaard (Omar Marzouk) | Thomas Bo Larsen (Omar Marzouk) | Oliver Bjerrehuus (Carsten Bang) | Anne Kejser (Carsten Bang)     |
| Uge 30  | Thomas Evers (Simon Talbot)     | Yepha (Carsten Bang)            | Rasmus Nøhr (Simon Talbot)       | Maria Erwolter (Carsten Bang)  |
| Uge 31  | Mads Larsen (Omar Marzouk)      | Claus Elming (Omar Marzouk)     | Kia Liv Fischer (Carsten Bang)   | Lars Rasmussen (Carsten Bang)  |
| Uge 32  | Signe Lindkvist (Simon Talbot)  | Basim (Simon Talbot)            | Mark Stokholm (Carsten Bang)     | Cecilie Frøkjær (Carsten Bang) |
| Uge 33  | Ataf (Omar Marzouk)             | Jessica Sky (Simon Talbot)      | U$O (Simon Talbot)               | Søren Malling (Omar Marzouk)   |
| Uge 34  | Jimmy Jørgensen (Omar Marzouk)  | Sara Bro (Omar Marzouk)         | Thomas Skov (Simon Talbot)       | Julie Ølgaard (Simon Talbot)   |

#### Vinder
| Uge    | Vinder        | Mentor       |
| ------ | ------------- | ------------ |
| Uge 29 | Thomas Bo     | Omar Marzouk |
| Uge 30 | Thomas Evers  | Simon Talbot |
| Uge 31 | Claus Elming  | Omar Marzouk |
| Uge 32 | Mark Stokholm | Carsten Bang |
| Uge 33 | Ataf          | Omar Marzouk |
| Uge 34 | Sara Bro      | Omar Marzouk |

### Sæson 2
| Uge/dag | Mandag                                     | Tirsdag                                | Onsdag                                 | Torsdag                               |
| ------- | ------------------------------------------ | -------------------------------------- | -------------------------------------- | ------------------------------------- |
| Uge 2   | Nikolaj Koppel (Christian Fuhlendorff)     | Naser Khader (Christian Fuhlendorff)   | Maibritt Saerens (Tobias Dybvad)       | Jens Andersen (Tobias Dybvad)         |
| Uge 3   | Frederik Fetterlein (Tobias Dybvad)        | Laura Bach (Uffe Holm)                 | Kira Eggers (Tobias Dybvad)            | Tomas Villum Jensen (Uffe Holm)       |
| Uge 4   | Remee (Uffe Holm)                          | Mikkel Kryger (Torben Chris)           | Ali Kazim (Uffe Holm)                  | Rudy Markussen (Torben Chris)         |
| Uge 5   | Amalie Szigethy (Tobias Dybvad)            | Cecilie Hother (Torben Chris)          | Jeanette Ottesen (Tobias Dybvad)       | Anders Blichfeldt (Torben Chris)      |
| Uge 6   | Lisbeth Østergaard (Christian Fuhlendorff) | Chapper (Torben Chris)                 | Christian Bitz (Christian Fuhlendorff) | Peter Birch (Torben Chris)            |
| Uge 7   | Johannes Langkilde (Uffe Holm)             | Camilla Bendix (Christian Fuhlendorff) | Claes Bang (Uffe Holm)                 | Brian Nielsen (Christian Fuhlendorff) |

#### Vinder
| Uge   | Vinder         |
| ----- | -------------- |
| Uge 2 | Naser Khader   |
| Uge 3 | Laura Bach     |
| Uge 4 | Remee          |
| Uge 5 | Cecilie Hother |
| Uge 6 | Christian Bitz |
| Uge 7 | Claes Bang     |

## Ekstern henvisning
- Vild med comedy på Sputnik Arkiveret 21. januar 2012 hos  Wayback Machine
- Khader: Kun Gintberg griner af egne jokes Arkiveret 10. januar 2012 hos  Wayback Machine
- Naser Khader springer ud som komiker Arkiveret 17. november 2011 hos  Wayback Machine
- Vild medComedy på IMDb